# جوان ديفيز
جوان ديفيز (بالإنجليزية: Joanne Davies) هي لاعبة كرة الريشة بريطانية، ولدت في 10 سبتمبر 1972.

## وصلات خارجية
- جوان ديفيز على موقع BWF.tournamentsoftware.com (الإنجليزية)
- جوان ديفيز على موقع BWFbadminton.com (الإنجليزية)
- جوان ديفيز على موقع اللجنة الأولمبية الدولية (الإنجليزية)
- جوان ديفيز على موقع أوليمبيديا (الإنجليزية)
- جوان ديفيز على موقع اللجنة الأولمبية البريطانية (الإنجليزية)
- جوان ديفيز على موقع اللجنة الأولمبية البريطانية (الإنجليزية)
- جوان ديفيز على موقع اتحاد ألعاب الكومنولث (مؤرشف) (الإنجليزية)